# 정산현읍치지
정산현읍치지는 대한민국 충청남도 청양군 정산면 서정리에 있다. 2018년 1월 12일 청양군의 향토유적 제13호로 지정되었다.

## 개요
조선시대 정산에 파견된 수령이 거주하며 업무를 보던 곳으로 각종 통치·행정시설들이 입지하여 있었다.